# Coupe de la Ligue polonaise de football 2000-2001
La Coupe de la Ligue polonaise de football 2000-2001 (Puchar Ligi 2000-2001) est la 3e édition officielle de la Coupe de la Ligue polonaise. C'est le Wisła Cracovie qui a remporté la compétition, devant le Zagłębie Lubin, sur le score cumulé de 4-2.

## Déroulement de la compétition

### Huitièmes de finale
29 et 30 août - 6 septembre 2000
| Équipe 1              | Aller | Total   | Retour | Équipe 2         |
| Legia Varsovie        | 1 - 0 | 3 - 1   | 2 - 1  | GKS Katowice     |
| Włókniarz Kietrz      | 3 - 2 | 3 - 3 ¹ | 0 - 1  | Polonia Varsovie |
| Zagłębie Lubin        | 4 - 2 | 5 - 2   | 1 - 0  | Ruch Chorzów     |
| Odra Wodzisław Śląski | 1 - 2 | 1 - 3   | 0 - 1  | RKS Radomsko     |
| Dyskobolia            | 0 - 0 | 2 - 4   | 2 - 4  | Wisła Cracovie   |
| Widzew Łódź           | 2 - 2 | 2 - 6   | 0 - 4  | Amica Wronki     |
| Górnik Zabrze         | 1 - 1 | 1 - 2   | 0 - 1  | Górnik Polkowice |
| Pogoń Szczecin        | 5 - 0 | 6 - 2   | 1 - 2  | Hetman Zamość    |

¹ Victoire grâce à la règle des buts marqués à l'extérieur.

### Quarts de finale
18 et 25 octobre - 8, 25 et 26 novembre 2000
| Équipe 1       | Aller | Total   | Retour | Équipe 2         |
| Legia Varsovie | 1 - 1 | 2 - 4   | 1 - 3  | Wisła Cracovie   |
| Amica Wronki   | 2 - 2 | 5 - 4   | 3 - 2  | Pogoń Szczecin   |
| RKS Radomsko   | 3 - 2 | 3 - 4   | 0 - 2  | Górnik Polkowice |
| Zagłębie Lubin | 1 - 0 | 2 - 2 ¹ | 1 - 2  | Polonia Varsovie |

¹ Victoire grâce à la règle des buts marqués à l'extérieur.

### Demi-finale
20 et 21 mars - 3 et 4 avril 2001
| Équipe 1         | Aller | Total | Retour | Équipe 2       |
| Górnik Polkowice | 0 - 0 | 1 - 2 | 1 - 2  | Zagłębie Lubin |
| Wisła Cracovie   | 2 - 0 | 2 - 1 | 0 - 1  | Amica Wronki   |

### Finale
| Match Aller       | Zagłębie Lubin | 0–3 | Wisła Cracovie                             | Stade Zagłębia, Lubin                             |                                                   |
| 26 mai 2001 18:00 |                |     | Sosin 32e · Moskalewicz 33e · Czerwiec 73e | Spectateurs : 1 000 Arbitrage : Grzegorz Gilewski | Spectateurs : 1 000 Arbitrage : Grzegorz Gilewski |
| 26 mai 2001 18:00 | Rapport        |     |                                            | Spectateurs : 1 000 Arbitrage : Grzegorz Gilewski | Spectateurs : 1 000 Arbitrage : Grzegorz Gilewski |

| Match Retour      | Wisła Cracovie | 1–2 | Zagłębie Lubin                   | Stade Wisły, Cracovie                        |                                              |
| 3 juin 2001 16:30 | Frankowski 47e |     | Osipowicz 39e · Krzyżanowski 53e | Spectateurs : 5 000 Arbitrage : Jacek Granat | Spectateurs : 5 000 Arbitrage : Jacek Granat |
| 3 juin 2001 16:30 | Rapport        |     |                                  | Spectateurs : 5 000 Arbitrage : Jacek Granat | Spectateurs : 5 000 Arbitrage : Jacek Granat |

## Liens

### Internes
- Championnat de Pologne 2000-2001

### Externes
- (pl) La Coupe de la Ligue sur 90minut.pl